# Альбі (округ)
Округ Альбі (фр. Arrondissement d'Albi) — округ у Франції, в департаменті Тарн. 2023 року округ об'єднував 163 муніципалітети, населення становило 193 968 осіб.
Адміністративний центр (супрефектура) — Альбі.

## Муніципалітети
Список муніципалітетів округу та їхні коди INSEE:
1. Алос (81007)
2. Альбан (81003)
3. Альбі (81004)
4. Альмерак (81008)
5. Амаран (81009)
6. Амб'яле (81010)
7. Андіяк (81012)
8. Андук (81013)
9. Арте (81018)
10. Ассак (81019)
11. Бельгард-Марсаль (81026)
12. Бернак (81029)
13. Бле-ле-Мін (81033)
14. Бове-сюр-Теску (81024)
15. Бран (81038)
16. Броз (81041)
17. Бурназель (81035)
18. Валанс-д'Альбіжуа (81308)
19. Вальдер'є (81306)
20. Ваур (81309)
21. Вендрак-Алерак (81320)
22. В'є (81316)
23. Вільнев-сюр-Вер (81319)
24. Вільфранш-д'Альбіжуа (81317)
25. Вірак (81322)
26. Гаяк (81099)
27. Гразак (81106)
28. Денат (81079)
29. Донназак (81080)
30. Жукв'єль (81110)
31. Ітзак (81108)
32. Кадалан (81046)
33. Кадікс (81047)
34. Камбон (81052)
35. Кампаньяк (81056)
36. Каньяк-ле-Мін (81048)
37. Карлюс (81059)
38. Кармо (81060)
39. Кастане (81061)
40. Кастельно-де-Леві (81063)
41. Кастельно-де-Монміраль (81064)
42. Каюзак-сюр-Вер (81051)
43. Комбефа (81068)
44. Корд-сюр-Сьєль (81069)
45. Креспен (81072)
46. Креспіне (81073)
47. Куррі (81071)
48. Куффуле (81070)
49. Кюнак (81074)
50. Кюрваль (81077)
51. Ла-Созьєр-Сен-Жан (81279)
52. Лабарт-Блей (81111)
53. Лабастід-де-Леві (81112)
54. Лабастід-Габосс (81114)
55. Лабесьєр-Кандей (81117)
56. Лабутарі (81119)
57. Лаграв (81131)
58. Лакапель-Піне (81122)
59. Лакапель-Сегалар (81123)
60. Ламіляр'є (81133)
61. Лапаррук'яль (81135)
62. Ларрок (81136)
63. Ласграїсс (81138)
64. Ле-Вердьє (81313)
65. Ле-Гаррик (81101)
66. Ле-Дурн (81082)
67. Ле-Кабанн (81045)
68. Ле-Рйоль (81224)
69. Ле-Сегюр (81280)
70. Ле-Секестр (81284)
71. Ле-Фресс (81096)
72. Ледас-е-Пантьє (81141)
73. Лескюр-д'Альбіжуа (81144)
74. Ліве-Казель (81146)
75. Ліль-сюр-Тарн (81145)
76. Ломбе (81147)
77. Лубе (81148)
78. Лупіак (81149)
79. Майок (81152)
80. Марнав (81154)
81. Марссак-сюр-Тарн (81156)
82. Массаль (81161)
83. Мезан (81164)
84. Мілаве (81166)
85. Мілар (81165)
86. Мірандоль-Бурньюнак (81168)
87. Мйоль (81167)
88. Монвалан (81185)
89. Монгаяр (81178)
90. Мондюросс (81175)
91. Монестьє (81170)
92. Монрозьє (81184)
93. Монтан (81171)
94. Монтель (81176)
95. Монтірат (81180)
96. Монторйоль (81172)
97. Музьєй-Панан (81191)
98. Музьєй-Теле (81190)
99. Муларе (81186)
100. Ноай (81197)
101. Орбан (81198)
102. Оссак (81020)
103. Падьє (81199)
104. Памплонн (81201)
105. Паризо (81202)
106. Пейроль (81208)
107. Пенн (81206)
108. Поліне (81203)
109. Пулан-Пузоль (81211)
110. Пюїгузон (81218)
111. Пюїсельсі (81217)
112. Рабастенс (81220)
113. Реальмон (81222)
114. Рив'єр (81225)
115. Розьєр (81230)
116. Рокмор (81228)
117. Руссероль (81234)
118. Руффіак (81232)
119. Саль (81275)
120. Сальваньяк (81276)
121. Сальє (81274)
122. Сен-Бенуа-де-Кармо (81244)
123. Сен-Бозій (81243)
124. Сен-Грегуар (81253)
125. Сен-Жан-де-Марсель (81254)
126. Сен-Жуері (81257)
127. Сен-Жульєн-Голен (81259)
128. Сен-Кристоф (81245)
129. Сен-Марсель-Камп (81262)
130. Сен-Мартен-Лагепі (81263)
131. Сен-Мішель-де-Вакс (81265)
132. Сен-Мішель-Лабадьє (81264)
133. Сен-Сірг (81247)
134. Сент-Андре (81240)
135. Сент-Жемм (81249)
136. Сент-Круа (81326)
137. Сент-Сесіль-дю-Керу (81246)
138. Сент-Юрсісс (81272)
139. Сенуяк (81283)
140. Серенак (81285)
141. Сестероль (81067)
142. Соссенак (81277)
143. Суель (81290)
144. Сьєрак (81287)
145. Таїс (81291)
146. Танюс (81292)
147. Теє (81295)
148. Теку (81294)
149. Терр-де-Банкальє (81233)
150. Терссак (81297)
151. Тоннак (81300)
152. Торіак (81293)
153. Требан (81302)
154. Требас (81303)
155. Трев'ян (81304)
156. Феноль (81090)
157. Фессак (81087)
158. Флорантен (81093)
159. Фоссерг (81089)
160. Фош (81088)
161. Фрежероль (81097)
162. Фрессін (81094)
163. Фроссей (81095)